# Sam Hinkie
Samuel Blake Hinkie (Dezembro de 1977, Países Baixos), é o ex-gerente geral e presidente de operações de basquete do Philadelphia 76ers. Formado na Stanford Graduate School of Business, Hinkie é um antigo membro do front office dos Houston Rockets, sob a direcção de Daryl Morey. Em 2015, a ESPN nomeou os Sixers de Hinkie como o maior franchise do desporto profissional a adoptar a análise estatística.